# Leise kommt das Glück zu Dir
Leise kommt das Glück zu Dir (Originaltitel: Let’s Live Tonight) ist ein 1934 entstandener US-Spielfilm von Victor Schertzinger mit Lilian Harvey in ihrer letzten Hollywood-Rolle.

## Handlung
Nick Kerry ist ein durch die Welt reisender Frauenheld, dem die Frauen in Scharen nachlaufen – nicht zuletzt, weil er viel Geld besitzt und überdies eine Yacht sein eigen nennt. In Monte Carlo lernt er die etwas leichtgläubige und leicht zu beeinflussende Amerikanerin Kay Routledge kennen. Die junge Frau verfällt augenblicklich seinem Casanova-Charme. Kay nimmt seine zärtlichen Worte, die stets Teil seiner Selbstinszenierung als Charmeur vom Dienst sind, allzu ernst und ist dementsprechend am Boden zerstört, als Nick am darauf folgenden Tag mit seinem Schiff weitersegelt. Doch so fern er auch ist, Kay kann den Herzensbrecher einfach nicht vergessen.
Nick entschwindet für einige Zeit nach Indien. Doch auch ihm ist seit beider Begegnung die hübsche, grazile Kay nicht mehr aus dem Kopf gegangen, und er entschließt sich zur Rückkehr, um nach Kay zu suchen. Doch offensichtlich kann er von seinen alten Verhaltensweisen nicht lassen, denn als nächste Herzdame sinkt eine junge französische Gräfin namens Margot de Legère in seine Arme. Schließlich muss Nick feststellen, dass „seine“ Kay inzwischen anderweitig vergeben ist: Sie hat sich mit seinem Freund verlobt!

## Produktionsnotizen
Leise kommt das Glück zu Dir entstand als einziger Harvey-Film des Jahres 1934 in Hollywood und fand am 16. März 1935 seine Uraufführung. Die deutsche Premiere fand am 10. September 1935 im Berliner Kurbel-Kino statt.
Bei der deutschen Fassung führte Kurt Bleines Dialogregie, Helmut Brandis und Helena von Fortenbach schrieben die deutschen Dialoge.

## Wissenswertes
Lilian Harvey war zum Jahresbeginn 1933 nach Hollywood gereist und wurde dort von der Fox Corporation unter Vertrag genommen. Nachdem drei Filme hintereinander nicht die erhofften Einspielergebnisse brachten, lieh man sie für diesen Film an Columbia Pictures aus. Doch auch Leise kommt das Glück zu Dir fand nur wenig Anklang beim amerikanischen Publikum. Daraufhin reiste sie Anfang 1935 über Großbritannien, wo sie den Film Invitation to the Waltz drehte, reumütig nach Deutschland zurück und setzte dort noch im selben Jahr ihre UFA-Karriere fort.

## Synchronisation
| Rolle            | Darsteller       | Synchronsprecher |
| ---------------- | ---------------- | ---------------- |
| Kay Routledge    | Lilian Harvey    | Trude Moos       |
| Nick Kerry       | Tullio Carminati | Werner Pledath   |
| Mrs. Routledge   | Janet Beecher    | Gertrud Spalke   |
| Brian Kerry      | Hugh Williams    | Fritz Ley        |
| Gräfin de Legere | Tala Birell      | Lillian Berley   |
| Mario Weems      | Luis Alberni     | Eugen Rex        |

## Kritiken
„Ein Papagei bekommt die meisten Lacher...“

„Leichte romantische Komödie, die dank ihrer Musik über die Runden kommt.“